# Phrynops hilarii
Phrynops hilarii är en sköldpaddsart som beskrevs av  Duméril och Bibron 1835. Phrynops hilarii ingår i släktet Phrynops och familjen ormhalssköldpaddor. Inga underarter finns listade i Catalogue of Life. Det svenska trivialnamnet paddhuvad sköldpadda förekommer för arten.
Arten förekommer i sydöstra Brasilien, i Paraguay, i Uruguay och i nordöstra Argentina.